# 373 (chorwacka) Dywizja Piechoty (III Rzesza)
373 (Chorwacka) Dywizja Piechoty (niem. 373. Infanterie-Division) – związek taktyczny Wehrmachtu podczas II wojny światowej, złożony z chorwackich kolaborantów.

## Zarys historyczny
373 Dywizja Piechoty została powołana 6 stycznia 1943 w sile 15–16 tysięcy ludzi. Jej żołnierze przeszkolenie wojskowe przeszli w obozie szkoleniowym w Döllersheim w Austrii. Na jej czele stanął gen. por. Emil Zellner. Kadra oficerska i w dużej części podoficerska składała się z Niemców. Nieoficjalnie jednostka była nazywana przez Chorwatów Tigar divizija (Tygrysia Dywizja). Żołnierze nosili mundury Wehrmachtu z tarczą w barwach flagi chorwackiej na prawym ramieniu. Dywizja składała się z dwóch pułków piechoty, pułku artylerii oraz oddziałów wsparcia i służb. Jej zadaniem była walka z partyzantką i ochrona linii komunikacyjnych na terenie Bośni. W tym celu przeniesiono ją do obszaru działań, który rozciągał się od miejscowości Karlovac na wschodzie do Sarajewa na zachodzie oraz od wybrzeża adriatyckiego Chorwacji na południu do linii rzeki Sawa na północy. Większość swoich walk toczyła w rejonie miejscowości Banja Luka-Bihać. Niemcy nie mieli o niej dobrego zdania z powodu licznych dezercji. 5 sierpnia 1943 nowym dowódcą został gen. por. Eduard Aldrian. Jesienią tego roku dywizję uzupełnili Chorwaci z rozformowanego we wrześniu Nowego Legionu Włosko-Chorwackiego.
W maju 1944 373 DP uczestniczyła w operacji „Rösselsprung”, która miała doprowadzić do schwytania i zabicia przywódcy NOVJ, Josipa Broz Tity. Jesienią w jej skład weszła 2 Brygada Strzelców Górskich Sił Zbrojnych Niepodległego Państwa Chorwackiego jako jej trzeci pułk. Na pocz. grudnia 373 DP brała udział w ciężkich walkach z partyzantami w obronie Knina, podczas których poniosła duże bardzo straty. Resztki jednostki wycofały się w kierunku północno-zachodnim na Bihać. Do stycznia 1945 Chorwaci walczyli w rejonie tej miejscowości w składzie niemieckiego XV Korpusu Górskiego. 10 stycznia nowym dowódcą został gen. mjr Hans Gravenstein. Do końca kwietnia 373 DP działała z kolei w rejonie miejscowości Kostajnica. W pierwszych dniach maja poddała się partyzantom na zachód od miasta Sisak.

## Struktura organizacyjna
- Dowództwo i sztab
- 383 pułk grenadierów (w składzie trzech batalionów, kompanii sztabowej, kompanii ppanc., plutonu saperów i plutonu kawalerii)
- 384 pułk grenadierów  (w składzie trzech batalionów, kompanii sztabowej, kompanii ppanc., plutonu saperów i plutonu kawalerii)
- 373 pułk artylerii (w składzie trzech baterii artylerii lekkiej i dwóch baterii artylerii ciężkiej)
- 373 grupa rozpoznawcza (na motocyklach)
- 373 batalion pionierów
- 373 batalion Łączności
- 373 rezerwowy batalion polowy (w składzie pięciu kompanii piechoty)
- 373 kompania medyczna
- służby